# Hobart Henley
Hobart Henley, nato Hess Manassah Henle, (Louisville, 23 novembre 1887 – Beverly Hills, 22 maggio 1964), è stato un regista, attore e produttore cinematografico statunitense la cui carriera si svolse in gran parte all'epoca del cinema muto.

## Biografia
Figlio di Clementine Hess e di Samuel Henle, un immigrato tedesco, Hess Manassah Henle nacque nel Kentucky nel 1887. Nel marzo 1914, cominciò a lavorare per la Independent Moving Pictures Co. of America (IMP) come attore e come regista: recitò in The Opal Ring di Frank Hall Crane e diresse Forgetting, il suo primo film da regista dove, però, anche recitava a fianco di Ethel Grandin. Fu l'inizio di una carriera che sarebbe durata fino agli anni trenta.

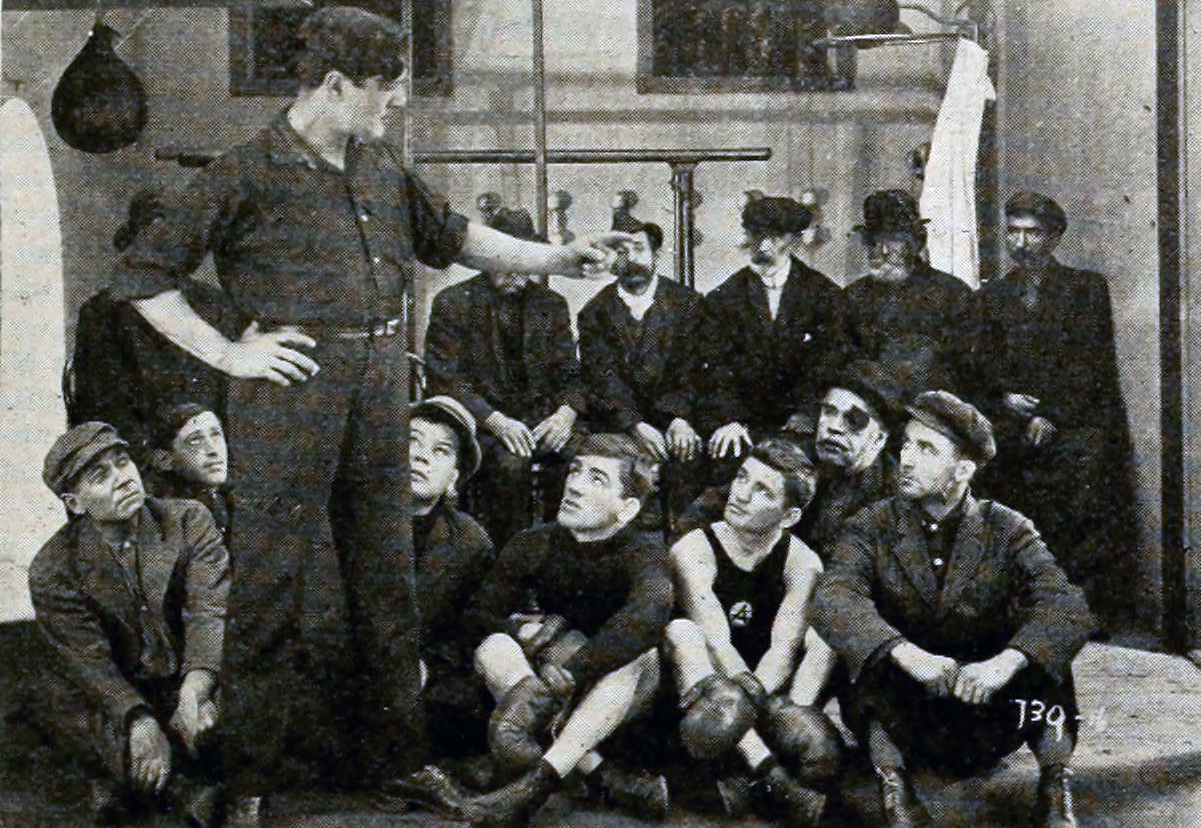
Temptation and the Man (1916)

Nella sua carriera, Henley lavorò anche per la Metro-Goldwyn-Mayer, la Warner Brothers e la Paramount Pictures. Tra gli attori che diresse, vi furono delle star come Claudette Colbert, Joan Crawford, Norma Shearer, Maurice Chevalier e Humphrey Bogart. Nel 1931, Bette Davis fece il suo debutto cinematografico in The Bad Sister, uno degli ultimi film diretti da Henley. Nel 1934, infatti, il regista diresse la sua ultima pellicola, Unknown Blonde, un film prodotto dalla Majestic Pictures.

## Vita privata
Henley si sposò due volte. La prima volta con l'attrice Corinne Barker (1890-1928) da cui divorziò. La seconda volta con Dorothy March. Da questo secondo matrimonio nacquero due figli, David e Hobart March Henley.

## Filmografia
La filmografia è completa. Quando manca il nome del regista nella sezione Attore, questo non viene riportato nei titoli

### Regista
- Forgetting – cortometraggio (1914)
- Where There's a Will There's a Way – cortometraggio (1914)
- Temper vs. Temper, co-regia di Ray C. Smallwood – cortometraggio (1914)
- Agnes Kempler's Sacrifice – cortometraggio (1915)
- Partners – cortometraggio (1916)
- Somewhere on the Battle Field – cortometraggio (1916)
- A Child of Mystery (1916)
- Jungle Gentleman (1916)
- The Double Room Mystery (1917)
- June Madness, co-regia di Clifford Smith – cortometraggio (1917)
- A Woman of Clay – cortometraggio (1917)
- Parentage (1917)
- Mrs. Slacker (1918)
- The Face in the Dark (1918)
- All Woman (1918)
- The Glorious Adventure (1918)
- Avidità del danaro (Money Mad) (1918)
- Laughing Bill Hyde
- Too Fat to Fight (1918)
- The Woman on the Index (1919)
- One Week of Life (1919)
- The Peace of Roaring River, co-regia di Victor Schertzinger (1919)
- A Gay Old Dog (1919)
- The Miracle of Money (1920)
- The Sin That Was His (1920)
- Society Snobs  (1921)
- Cheated Hearts  (1921)
- Stardust (1922)
- The Scrapper (1922)
- La casa perduta (Her Night of Nights) (1922)
- The Flirt (1922)
- La fiamma della vita (The Flame of Life) (1923)
- Il maschio (Abysmal Brute) (1923)
- Una donna di qualità (A Lady of Quality) (1924)
- La seconda vita di Arturo Merril (Sinners in Silk) (1924)
- Scompiglio (The Turmoil) - (conosciuto in Italia anche come Paternità e Denaro) (1924)
- E questo è il matrimonio? (So This Is Marriage?) (1924)
- The Denial (1925)
- Schiava della moda (A Slave of Fashion) (1925)
- La moglie del vicino (Exchange of Wives) (1925)
- La sua segretaria (His Secretary) (1925)
- The Auction Block (1926)
- Ah! Che maschietta! (Tillie the Toiler) (1927)
- Ridammi mia moglie! (Wickedness Preferred) - (conosciuto in Italia anche come Avventura al mare) (1928)
- L'elegante scapestrato (A Certain Young Man), co-regia di Edmund Goulding (non accreditato) (1928)
- La donna e la tigre (His Tiger Wife) (1928)
- The Lady Lies (1929)
- Roadhouse Nights (1930)
- La conquista dell'America (The Big Pond) (1930)
- La grande mare (1930)
- Mothers Cry (1930)
- Free Love (1930)
- Captain Applejack (1931)
- The Bad Sister (1931)
- Expensive Women (1931)
- Night World (1932)
- Unknown Blonde (1934)

### Attore
- The Opal Ring, regia di Frank Hall Crane (1914)
- The Silver Loving Cup, regia di Frank Hall Crane (1914)
- Forgetting, regia di Hobart Henley (1914)
- Where There's a Will There's a Way, regia di Hobart Henley – cortometraggio (1914)
- Miss Nobody from Nowhere, regia di Ray C. Smallwood – cortometraggio (1914)
- Temper vs. Temper, regia di Hobart Henley e Ray C. Smallwood – cortometraggio (1914)
- On the Chess Board of Fate, regia di Hanson Durham (1914)
- His Last Chance, regia di Frank Hall Crane (1914)
- The Man Who Lost, But Won (1914)
- When the Heart Calls, regia di Herbert Brenon – cortometraggio (1914)
- Redemption, regia di Herbert Brenon (1914)
- The Tenth Commandment, regia di Herbert Brenon (1914)
- The Old Bell-Ringer, regia di Murdock MacQuarrie (1914)
- In Self Defense, regia di Herbert Brenon (1914)
- Peg o' the Wilds, regia di Herbert Brenon (1914)
- She Was His Mother, regia di Herbert Brenon (1915)
- The House of Fear, regia di Stuart Paton (1915)
- Professional Jealousy (1915)
- The Son of His Father (1915)
- A Photoplay Without a Name, or: A $50.00 Reward, regia di Stuart Paton (1915)
- The Black Pearl, regia di Stuart Paton (1915)
- The Bombay Buddha, regia di Stuart Paton (1915)
- Matty's Decision, regia di Stuart Paton (1915)
- Courtmartialed, regia di Stuart Paton (1915)
- The Pursuit Eternal, regia di Stuart Paton (1915)
- The White Terror, regia di Stuart Paton (1915)
- Jane's Declaration of Independence, regia di Charles Giblyn (1915)
- The Flight of a Night Bird, regia di Charles Giblyn (1915)
- A Substitute Widow, regia di Stuart Paton (1915)
- Extravagance, regia di Charles Giblyn (1915)
- The Eagle, regia di Leon De La Mothe (1915)
- A Little Brother of the Rich, regia di Otis Turner (1915)
- Agnes Kempler's Sacrifice, regia di Hobart Henley (1915)
- The Tenor, regia di Leon De La Mothe (1915)
- The Deficit, regia di Leon De La Mothe (1915)
- The Man in the Chair, regia di Leon De La Mothe (1915)
- The Measure of Leon Du Bray, regia di Henry Otto (1915)
- The Phantom Fortune, regia di Henry Otto (1915)
- Liquor and the Law (1915)
- Graft, regia di George Lessey e Richard Stanton
- The Tenement House Evil
- The Traction Grab
- Grinding Life Down
- The Railroad Monopoly
- America Saved from War
- The Insurance Swindlers
- The Devil's Image, regia di Henry Otto (1916)
- The Rogue with a Heart, regia di Robert F. Hill (1916)
- A Dead Yesterday, regia di Charles Giblyn (1916)
- The Crystal's Warning, regia di Robert F. Hill (1916)
- Temptation and the Man, regia di Robert F. Hill (1916)
- Partners, regia di Hobart Henley (1916)
- A Knight of the Night, regia di Robert F. Hill (1916)
- The Evil Women Do, regia di Rupert Julian (1916)
- Somewhere on the Battle Field, regia di Hobart Henley (1916)
- The Sign of the Poppy, regia di Charles Swickard (1916)
- A Child of Mystery, regia di Hobart Henley (1916)
- Jungle Gentleman, regia di Hobart Henley (1916)
- A Woman of Clay, regia di Hobart Henley (1917)
- The Case of Doctor Standing, regia di Charles Weston (1917)
- Parentage, regia di Herbert Henley (1917)
- Stake Uncle Sam to Play Your Hand (1918)
- The Thrill Chaser, regia di Edward Sedgwick (1923)

### Produttore
- Parentage, regia di Hobart Henley (1917)
- A Gay Old Dog, regia di Hobart Henley (1919)
- Society Snobs, regia di Hobart Henley (1921)
- L'elegante scapestrato (A Certain Young Man), regia di Hobart Henley e Edmund Goulding (non accreditato) (1928)
- Free Love, regia di Hobart Henley (1930)

### Sceneggiatore
- The Tenor, regia di Leon De La Mothe (1915)
- The Man in the Chair, regia di Leon De La Mothe (1915)
- Somewhere on the Battle Field, regia di Hobart Henley (1916)
- Parentage, regia di Hobart Henley (1917)